# Kepler-538b
Kepler-538b es un planeta extrasolar que forma parte de un sistema planetario formado por al menos un planeta. Orbita la estrella denominada Kepler-538. Fue descubierto en 2016 por la sonda Kepler por medio de tránsito astronómico.